# Jacques Griffe
Jacques Griffe, född 29 november 1909 i närheten av Carcassonne, död 24 juni 1996, var en fransk modeskapare inom haute couture. Han skapade dräkter för teater och filmer, bland annat De älskande vid midnatt (1953). I sitt klädskapande arbetade Griffe bland annat med draperingar och plisseringar.